# Otus nigrorum
Otus nigrorum là một loài chim trong họ Strigidae.